# Lionsgate Television
Lionsgate Television é a divisão de televisão da Lions Gate Entertainment, uma empresa americana de entretenimento.

## História
A empresa foi fundada em 1997 como Lions Gate Television, Inc. Em 1998, eles adquiriram a empresa de produção de documentários, antes de vendê-la em 2004 e renomear Creative Differences. Em 12 de março de 1999, a Lions Gate Television, Inc. tornou-se uma entidade incorporada
Em 12 de julho de 2006, a Lions Gate Entertainment Corp. expandiu-se para distribuição de televisão quando a empresa adquiriu a distribuidora de televisão, Debmar-Mercury. . Antes da aquisição, Debmar-Mercury sindicou a biblioteca de filmes da Lionsgate. A 20th Television está processando as vendas de anúncios para a série distribuída pela Debmar-Mercury, com exceção para Meet the Browns, já que as vendas de anúncios são tratadas pela Disney-ABC Domestic Television, e pela Turner Television, co-distribuindo a série.
Em 13 de março de 2012, a Lionsgate Television formou uma nova joint venture 50/50 com a Thunderbird Films, uma empresa fundada por Frank Giustra, fundador e presidente da Lionsgate. O novo empreendimento é chamado de Sea to Sky Entreteniment.

## Todos os títulos produzidos pela empresa
| Título            | Ano       | Junto com....                                                                 |
| ----------------- | --------- | ----------------------------------------------------------------------------- |
| The Dead Zone     | 1997      | Paramount                                                                     |
| Chicago Ambulance | 2000      | Paramount e CBS Broadcast International                                       |
| Kevin and Kendall | 2005      | Titmouse Inc. e Williams Street                                               |
| Hornes            | 2007      | Superstars, Bonanza Studios, X Black Entertainment e CBS Paramount Television |
| Neverland         | 2010      | Titmouse Inc., FX Television e Shueisha                                       |
| Neverland         | 2013      | Titmouse Inc. e BBC Television                                                |
| Zip Zip           | 2016      | Helix Boone, Titmouse Inc. e Disney XD Original                               |
| DoraZ             | 2017-2019 | Shore Z Prods e Titmouse Inc.                                                 |
| The Spies         | 2017-2019 | Titmouse Inc. e Willams Street                                                |
| Citrus and Cintra | 2017-2019 | Mutant Enemy e Williams Street                                                |
| O Estúdio         | 2025      |                                                                               |